# Baseball na Letnich Igrzyskach Olimpijskich 1912
Wyniki turnieju baseballu na Letnich IO 1912. Baseball był dyscypliną pokazową na tych igrzyskach, w turnieju uczestniczyły 2 państwa: USA i Szwecja. Mecz odbył się 15 lipca 1912 r. i składał się z sześciu inningów; Amerykanie zwyciężyli 13–3.

## Rezultaty gry
- 1. Stany Zjednoczone
- 2. Szwecja